# Challenge international du Nord
Die Challenge international du Nord war ein jährliches Fußballturnier, an dem Vereinsmannschaften aus Belgien, Nordfrankreich, den Niederlanden, der Schweiz und England teilnahmen. Das Turnier wurde von 1898 bis 1914 in den nordfranzösischen Städten Lille, Roubaix und Tourcoing ausgetragen.

## Geschichte
Der Wettbewerb wurde im Jahr 1898 vom Sporting Club de Tourcoing ins Leben gerufen, um einen internationalen Wettbewerb für Vereine aus Nordfrankreich und Belgien zu schaffen. Dies geschah, da nordfranzösische Vereine zu dieser Zeit nicht an der französischen Meisterschaft teilnehmen konnten, und nur in Paris spielende Teams daran teilnahmen. Ursprünglich umfasste das Teilnehmerfeld Vereine aus Nordfrankreich und Belgien.
In späteren Jahren wurden auch Vereine aus den Niederlanden, der Schweiz und England eingeladen. Die Teilnahme von Vereinen aus diesen Ländern begann 1905 mit dem Eintritt von Old Boys aus Basel. Engländer wurden erstmals 1909 eingeladen und gewannen prompt die Turniere der Jahre 1909, 1910 und 1912. Zwischen 1909 und 1915 wurde das Turnier nur mit französischen Vereinen und englischen Amateurvereinen durchgeführt.

## Endspiele
| Jahr | Sieger                                                                                       | Ergebnis                                                                                     | Finalist                                                                                     |
| ---- | -------------------------------------------------------------------------------------------- | -------------------------------------------------------------------------------------------- | -------------------------------------------------------------------------------------------- |
| 1898 | Léopold FC                                                                                   | 3 - 1                                                                                        | RC Roubaix                                                                                   |
| 1899 | Léopold FC                                                                                   | 4 - 1                                                                                        | FC Brugeois                                                                                  |
| 1900 | Le Havre AC                                                                                  | 3 - 2                                                                                        | Club Français                                                                                |
| 1901 | Beerschot AC                                                                                 | 2 - 0                                                                                        | Léopold FC                                                                                   |
| 1902 | Antwerpen FC                                                                                 | 4 - 2                                                                                        | Beerschot AC                                                                                 |
| 1903 | Racing Club Brussel                                                                          | 4 - 0                                                                                        | RC Roubaix                                                                                   |
| 1904 | Union Saint-Gilloise                                                                         | 5 - 0                                                                                        | United Sports Club                                                                           |
| 1905 | Union Saint-Gilloise                                                                         | 3 - 1                                                                                        | EFC Prinses Wilhelmina                                                                       |
| 1906 | Antwerpen FC                                                                                 | 3 - 2                                                                                        | US Tourcoing                                                                                 |
| 1907 | Union Saint-Gilloise                                                                         | 4 - 0                                                                                        | Olympique Lillois                                                                            |
| 1908 | Racing Club Brussel                                                                          | 1 - 0                                                                                        | Union Saint-Gilloise                                                                         |
| 1909 | Eastbourne FC                                                                                | 5 - 1                                                                                        | RC Roubaix                                                                                   |
| 1910 | Reigate Priory                                                                               | 3 - 0                                                                                        | CA Paris                                                                                     |
| 1911 | US Tourcoing                                                                                 | 2 - 1                                                                                        | Cambridge Town                                                                               |
| 1912 | Cambridge Town                                                                               | 4 - 1                                                                                        | US Tourcoing                                                                                 |
| 1913 | Finalisten Unbekannt; einzig bekannte Halbfinalisten: Club Français Paris und Cambridge Town | Finalisten Unbekannt; einzig bekannte Halbfinalisten: Club Français Paris und Cambridge Town | Finalisten Unbekannt; einzig bekannte Halbfinalisten: Club Français Paris und Cambridge Town |